# يوكوهاما

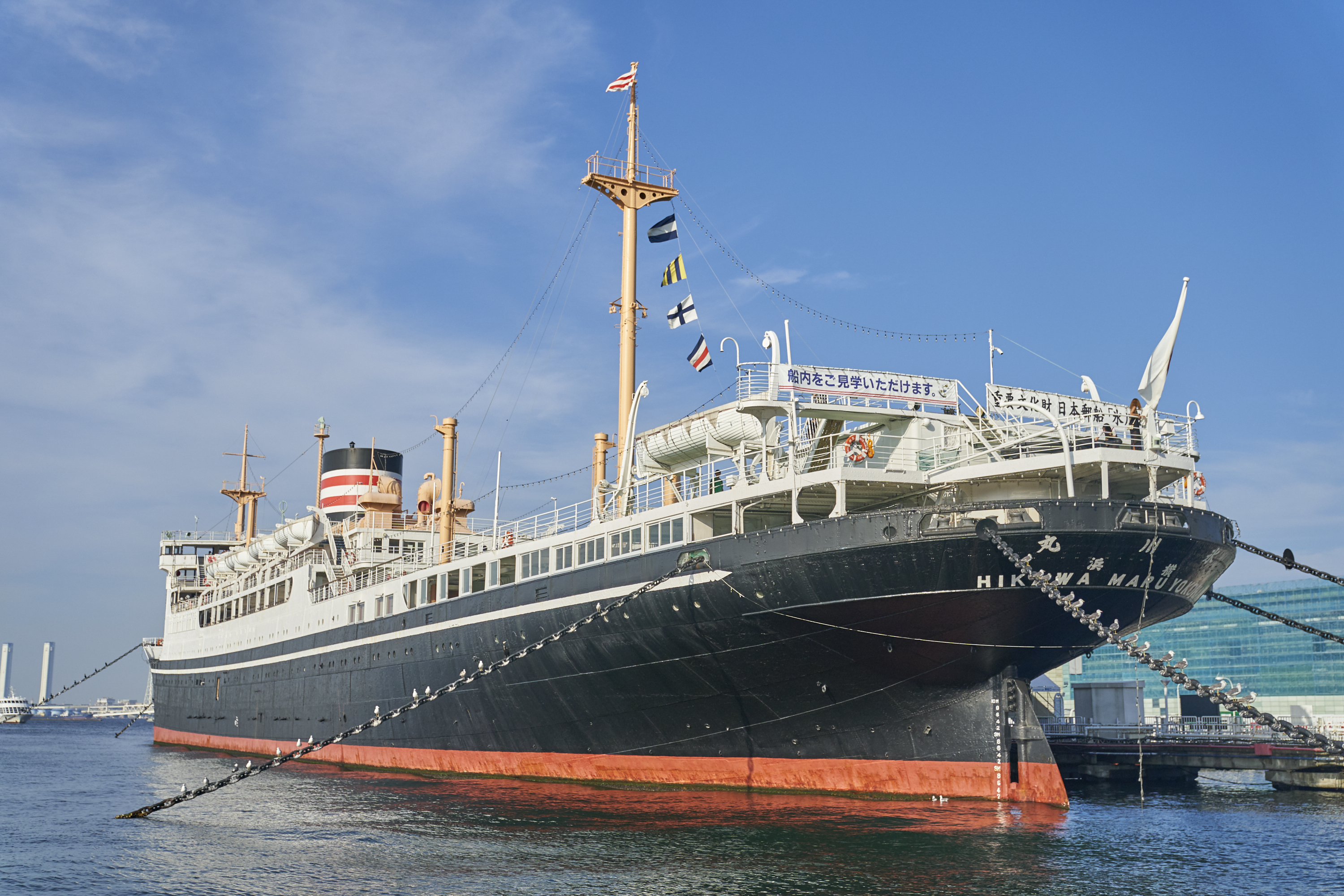
متحف السفن "氷川丸"

يوكوهاما (باليابانية: 横浜市 yokohama-shi) هي مدينة في اليابان، وعاصمة محافظة كاناغاوا، تقع على الجزيرة الرئيسية هونشو، في جنوب غربي خليج طوكيو. تبعد بحوالي 30 كيلومتراً عن العاصمة مدينة (طوكيو). يبلغ عدد سكانها حوالي 3,555,473 نسمة (2004).

## التاريخ
كانت يوكوهاما مجرد مرسى للصيادين، جوين (جُوَيْن: الخليج الصغير المنخفض القاع) طبيعي تمتد شواطئه لمسافة طويلة، تحيط به تلال منحدرة من كل جانب. في هذا المكان حط القائد الأمريكي ماثيو بيري رحاله عام 1854 م، كاسراً طوق الحظر الذي وضعه نظم الشوغونات على البلاد. بعد انفتاح البلاد القسري، أصبح المرسى ومنذ 1859 م، معبراً للبضائع، وكذا المهندسين والحرفيين الأجانب المقيمين بالبلاد، كما أنطلق منه العديد من اليابانيين نحو أمريكا وأوروبا -أثناء مرحلة الإصلاحات-.

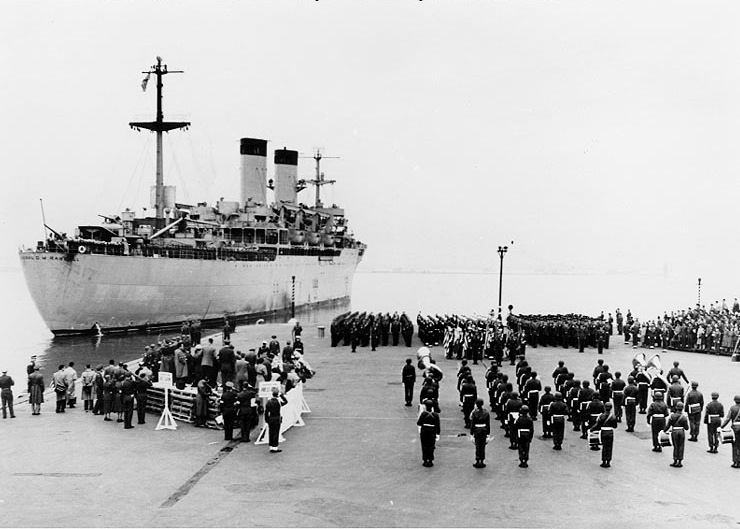
إحدى البوارج الأمريكية قبل انطلاقها من ميناء يوكوهاما حاملة معها رفاة الجنود القتلى (1951 م): كان الميناء موقعا استراتيجيا للقوات الأمريكية أثناء الحرب الكورية.

دمّر زلزال عام 1923 م الكبير حوالي 90% من مدينة يوكوهاما. تم تعميرها من جديد وبسرعة، ثم تعرضت مرة أخرى للدمار بعد حملات القصف الأمريكية أثناء الحرب العالمية الثانية، والتي قُتل على إثرها أكثر من نصف سكان المدينة. بعد الحرب، أقام الأمريكيون قاعدة عسكرية في النصف الشمالي من الميناء، ثم أُعيدت المنطقة إلى المدينة، فتم إقامة مشروع عمراني كبير للمدينة وآخر لتهيئة الميناء. عام 2002 م احتضنت يوكوهاما فعاليات كأس العالم لكرة القدم: تم تشييد ملعب رياضي يتسع لأكثر من 72,000 شخص بهذه المناسبة، كما كان للمدينة شرف احتضان المقابلة النهائية للدورة.

## الجغرافيا
يوكوهاما أكبر الموانئ في اليابان، وثاني أكبر المدن من حيث تعداد السكان بعد طوكيو، والتي تشكل معها أكبر تجمع حضري في العالم، يطلق اليابانيون عليه تسمية كييهين (التسمية مركبة من اسمي المدينيتن)، وتمتد هذه المنطقة الشاسعة من المباني السكنية والصناعية بدون انقطاع وتضم إليها مدينة كاواساكي أيضا.
تعتبر المدينة حديثة نسبيا (قرن ونصف من الزمن)، هدمت ثم أعيد بناؤها مرات عدة خلال هذه الفترة، ساهمت هذه الأحداث في إعطاء المدينة الوجه الذي تعرف به اليوم.

## الطقس
يتميز مناخ يوكوهاما بأنه رطب شبه استوائي مع صيف حار ورطب وبارد، ولكن ليس شديد البرودة في الشتاء. ونادرا ما تنخفض درجات الحرارة في فصل الشتاء دون الصفر، بينما في الصيف يمكن الشعور بطقس دافئ جدا بسبب آثار الرطوبة.
أبرد درجة حرارة كانت في 24 كانون الثاني 1927 عندما وصلت إلى -8.2 درجة مئوية في حين سجّلت أعلى درجة في يوم 4 أغسطس 1962 عند 37 درجة مئوية .
وكان أعلى هطول الأمطار الشهرية في أكتوبر 2004 مع 761.5 مليمتر تليها يوليو 1941 مع 753.4 مليمتر
| البيانات المناخية لـكاناغاوا - يوكوهاما (1971–2000) | البيانات المناخية لـكاناغاوا - يوكوهاما (1971–2000) | البيانات المناخية لـكاناغاوا - يوكوهاما (1971–2000) | البيانات المناخية لـكاناغاوا - يوكوهاما (1971–2000) | البيانات المناخية لـكاناغاوا - يوكوهاما (1971–2000) | البيانات المناخية لـكاناغاوا - يوكوهاما (1971–2000) | البيانات المناخية لـكاناغاوا - يوكوهاما (1971–2000) | البيانات المناخية لـكاناغاوا - يوكوهاما (1971–2000) | البيانات المناخية لـكاناغاوا - يوكوهاما (1971–2000) | البيانات المناخية لـكاناغاوا - يوكوهاما (1971–2000) | البيانات المناخية لـكاناغاوا - يوكوهاما (1971–2000) | البيانات المناخية لـكاناغاوا - يوكوهاما (1971–2000) | البيانات المناخية لـكاناغاوا - يوكوهاما (1971–2000) | البيانات المناخية لـكاناغاوا - يوكوهاما (1971–2000) |
| الشهر                                               | يناير                                               | فبراير                                              | مارس                                                | أبريل                                               | مايو                                                | يونيو                                               | يوليو                                               | أغسطس                                               | سبتمبر                                              | أكتوبر                                              | نوفمبر                                              | ديسمبر                                              | المعدل السنوي                                       |
| --------------------------------------------------- | --------------------------------------------------- | --------------------------------------------------- | --------------------------------------------------- | --------------------------------------------------- | --------------------------------------------------- | --------------------------------------------------- | --------------------------------------------------- | --------------------------------------------------- | --------------------------------------------------- | --------------------------------------------------- | --------------------------------------------------- | --------------------------------------------------- | --------------------------------------------------- |
| الدرجة القصوى °م (°ف)                               | 20.8 (69.4)                                         | 21.0 (69.8)                                         | 24.5 (76.1)                                         | 28.7 (83.7)                                         | 31.1 (88.0)                                         | 36.1 (97.0)                                         | 36.9 (98.4)                                         | 37.0 (98.6)                                         | 36.2 (97.2)                                         | 30.9 (87.6)                                         | 26.2 (79.2)                                         | 23.5 (74.3)                                         | 37.0 (98.6)                                         |
| متوسط درجة الحرارة الكبرى °م (°ف)                   | 9.8 (49.6)                                          | 9.9 (49.8)                                          | 12.7 (54.9)                                         | 18.2 (64.8)                                         | 22.4 (72.3)                                         | 24.7 (76.5)                                         | 28.4 (83.1)                                         | 30.3 (86.5)                                         | 26.4 (79.5)                                         | 21.2 (70.2)                                         | 16.6 (61.9)                                         | 12.2 (54.0)                                         | 19.4 (66.9)                                         |
| المتوسط اليومي °م (°ف)                              | 5.6 (42.1)                                          | 5.8 (42.4)                                          | 8.6 (47.5)                                          | 13.9 (57.0)                                         | 18.2 (64.8)                                         | 21.2 (70.2)                                         | 24.7 (76.5)                                         | 26.4 (79.5)                                         | 22.9 (73.2)                                         | 17.7 (63.9)                                         | 12.7 (54.9)                                         | 8.2 (46.8)                                          | 15.5 (59.9)                                         |
| متوسط درجة الحرارة الصغرى °م (°ف)                   | 1.8 (35.2)                                          | 2.1 (35.8)                                          | 4.8 (40.6)                                          | 10.2 (50.4)                                         | 14.7 (58.5)                                         | 18.4 (65.1)                                         | 22.0 (71.6)                                         | 23.7 (74.7)                                         | 20.2 (68.4)                                         | 14.5 (58.1)                                         | 9.2 (48.6)                                          | 4.3 (39.7)                                          | 12.2 (54.0)                                         |
| أدنى درجة حرارة °م (°ف)                             | −8.2 (17.2)                                         | −6.8 (19.8)                                         | −4.6 (23.7)                                         | −0.5 (31.1)                                         | 3.6 (38.5)                                          | 9.2 (48.6)                                          | 13.3 (55.9)                                         | 15.5 (59.9)                                         | 11.2 (52.2)                                         | 2.2 (36.0)                                          | −2.4 (27.7)                                         | −5.6 (21.9)                                         | −8.2 (17.2)                                         |
| الهطول مم (إنش)                                     | 55.5 (2.19)                                         | 73.4 (2.89)                                         | 134.0 (5.28)                                        | 149.1 (5.87)                                        | 138.1 (5.44)                                        | 192.4 (7.57)                                        | 169.0 (6.65)                                        | 148.3 (5.84)                                        | 232.4 (9.15)                                        | 184.9 (7.28)                                        | 108.4 (4.27)                                        | 43.2 (1.70)                                         | 1٬628٫7 (64.13)                                     |
| متوسط تساقط الثلوج سم (إنش)                         | 5 (2.0)                                             | 7 (2.8)                                             | 1 (0.4)                                             | 0 (0)                                               | 0 (0)                                               | 0 (0)                                               | 0 (0)                                               | 0 (0)                                               | 0 (0)                                               | 0 (0)                                               | 0 (0)                                               | 0 (0)                                               | 13 (5.2)                                            |
| متوسط أيام هطول الأمطار (≥ 0.5 mm)                  | 6.0                                                 | 6.7                                                 | 11.8                                                | 11.1                                                | 11.5                                                | 13.6                                                | 11.7                                                | 8.7                                                 | 12.7                                                | 11.5                                                | 8.3                                                 | 5.5                                                 | 119.1                                               |
| متوسط الأيام المثلجة                                | 1.6                                                 | 2.3                                                 | 0.7                                                 | 0.0                                                 | 0.0                                                 | 0.0                                                 | 0.0                                                 | 0.0                                                 | 0.0                                                 | 0.0                                                 | 0.0                                                 | 0.3                                                 | 4.9                                                 |
| متوسط الرطوبة النسبية (%)                           | 54                                                  | 55                                                  | 61                                                  | 67                                                  | 71                                                  | 79                                                  | 80                                                  | 78                                                  | 78                                                  | 72                                                  | 65                                                  | 57                                                  | 68                                                  |
| ساعات سطوع الشمس الشهرية                            | 179.3                                               | 156.9                                               | 155.6                                               | 163.0                                               | 185.7                                               | 127.1                                               | 168.3                                               | 203.4                                               | 125.3                                               | 136.0                                               | 145.1                                               | 175.1                                               | 1٬920٫6                                             |
| المصدر #1:                                          |                                                     |                                                     |                                                     |                                                     |                                                     |                                                     |                                                     |                                                     |                                                     |                                                     |                                                     |                                                     |                                                     |
| المصدر #2: (records)                                |                                                     |                                                     |                                                     |                                                     |                                                     |                                                     |                                                     |                                                     |                                                     |                                                     |                                                     |                                                     |                                                     |

## العمران
عملية التهيئة العمرانية التي تمت في مدينة يوكوهاما هي الأنجح في اليابان على الإطلاق. أعطي الميناء دوراً رئيسياً كما تم فتح أغلب أحياء المدينة على واجهة الخليج المطل عليها، مما يعطيها منظراً جميلاً.
يمكن تكوين نظرة عامة على المدينة من أعلى برج البحرية، ويعتبر من أهم معالم المدينة، ويقع في الناحية الجنوبية للميناء. أحد المعالم الكبيرة أيضاً، جسر خليج يوكوهاما المعلق، تم تشييده عام 1989م. على واجهة البحر يقع متنزه ياماشيتا، وفي وسطه ميناؤه ترسو الباخرة: هيكاوامارو، مذكرة بأمجاد المدينة الماضية. إلى الشمال يتواجد الميناء الرئيسي، ثم وبعد مضيق نهر أوكا، يقع حي ميناتو ميراي 21 ويتواجد فيه مجمع من الأبراج العالية، متحف البحرية، منتزهات وحدائق، كما يرسو في مينائه به مركب شراعي جميل نيوبون مارو.
يمتد الحي الصيني (وهو الأكبر من نوعه في اليابان) منذ برج البحرية وحتى ملعب البسبول، تحيط به بوابات عالية ويتواجد بداخله معبد صيني: كانييبيو. إلى الجنوب بين القنال والتلال يمتد شارع موتوماتشي أحد أجمل الشوارع التجارية في اليابان. بعد ذلك وعلى التلال تنتشر الحدائق، كما توجد المقبرة المخصصة للأجانب، وحديقة ساكاي.

## الاقتصاد
تضم المدينة العديد من المعاهد الجامعية، كما تعتبر من أهم المراكز الصناعية في البلاد ومن أهم النشاطات فيها: بناء السفن، تكرير النفط، الكيماويات، التجهيزات الكهربائية، تحويل المواد الغذائية، صناعة الآلات الميكانيكية والمركبات (ذات محرك).